# Christian Lenté
Christian Lenté, né le 22 mai 1912 à Boves et mort le 21 février 1990 à Paris 13e, est un coureur cycliste français spécialiste de la piste.

## Biographie
Son frère cadet Guy Lenté (d)  (1913-2006) est aussi coureur cycliste,.
Christian Lenté se qualifie pour la finale du premier pas Dunlop 1930. il est champion de la Somme de vitesse en 1931, 1932 et 1933.
En 1934, il finit 3e des championnats du monde et il est champion de France de vitesse amateur,,,. Il passe professionnel fin 1934.
En 1935, il champion de France de vitesse des aspirants ,.

## Palmarès

### Championnats du monde
- Leipzig 1934
  -  Médaillé de bronze de la vitesse amateur

### Championnat de France
- Champion de France de vitesse des amateurs et  indépendants : 1934[8],[9]
- Champion de France universitaire : 1933 et 1934[4],[9]
- Champion de France de vitesse des aspirants : 1935[12]
- 3e du Championnat de France de vitesse professionnel 1935

### Championnat régional
- Champion de la Somme de vitesse : 1931, 1932 et 1933[4]
- Champion de Paris : 1934[9]

### Grands-prix
- 1934
  - Grand Prix Cyclo-Sport de vitesse
  - 3e du Grand Prix de Paris amateur